# Richard Nerurkar
Richard David Nerurkar, född 6 januari 1964 i Wolverhampton, är en tidigare friidrottare från Storbritannien, som främst tävlat i långdistans.
Han vann sin maratondebut i Hamburg på tiden 2:12.57 och vann också sitt andra maraton, World Cup Marathon i San Sebastián i oktober 1993. Han kom femma i maraton vid Olympiska sommarspelen 1996 och i London Marathon 1997 satte han personligt rekord 2:08.36 och kom femma. Han vann Göteborgsvarvet 1995.
Han har skrivit boken 'Marathon Running: From Beginning to Elite'.